# Shunhe (socken i Kina, Henan, lat 34,78, long 115,41)
Shunhe (kinesiska: 顺河, 顺河乡) är en socken i Kina. Den ligger i provinsen Henan, i den centrala delen av landet, omkring 160 kilometer öster om provinshuvudstaden Zhengzhou. Antalet invånare är 27 613. Befolkningen består av 14 284 kvinnor och 13 329 män. Barn under 15 år utgör 23,0 %, vuxna 15-64 år 67 %, och äldre över 65 år 8,0 %.
Genomsnittlig årsnederbörd är 744 millimeter. Den regnigaste månaden är juli, med i genomsnitt 184 mm nederbörd, och den torraste är januari, med 5 mm nederbörd.